# Propoetiden

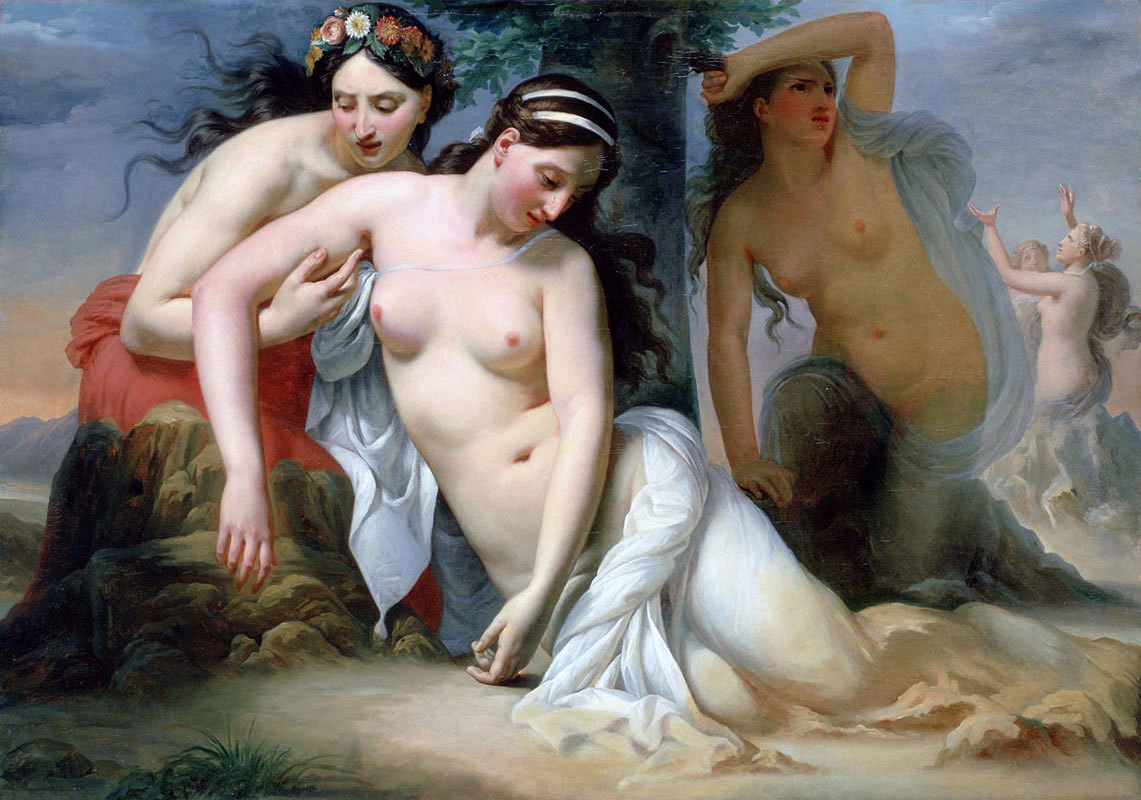
Alexandre Abel de Pujol: Die Propoetiden, verwandelt in Stein (1819)

Die Propoetiden (altgriechisch Προποιτίδες Propoitídes) bezeichnen in der griechischen Mythologie die Töchter des Propoetus aus der Stadt Amathus.
Die Propoetiden gelten als die ersten Frauen des Altertums, die sich öffentlich prostituierten: Nachdem sie sich geweigert hatten, der Schönheitsgöttin Venus (bzw. Aphrodite) Verehrung und Opfer darzubieten, erlegte ihnen Venus eine Strafe auf, wodurch die Propoetiden jegliches Schamgefühl verloren, ihre Körper zügellos öffentlich preisgaben, und bald kein Mann mehr mit ihnen zu tun haben wollte. Darauf verwandelte Venus sie in kalten Stein.

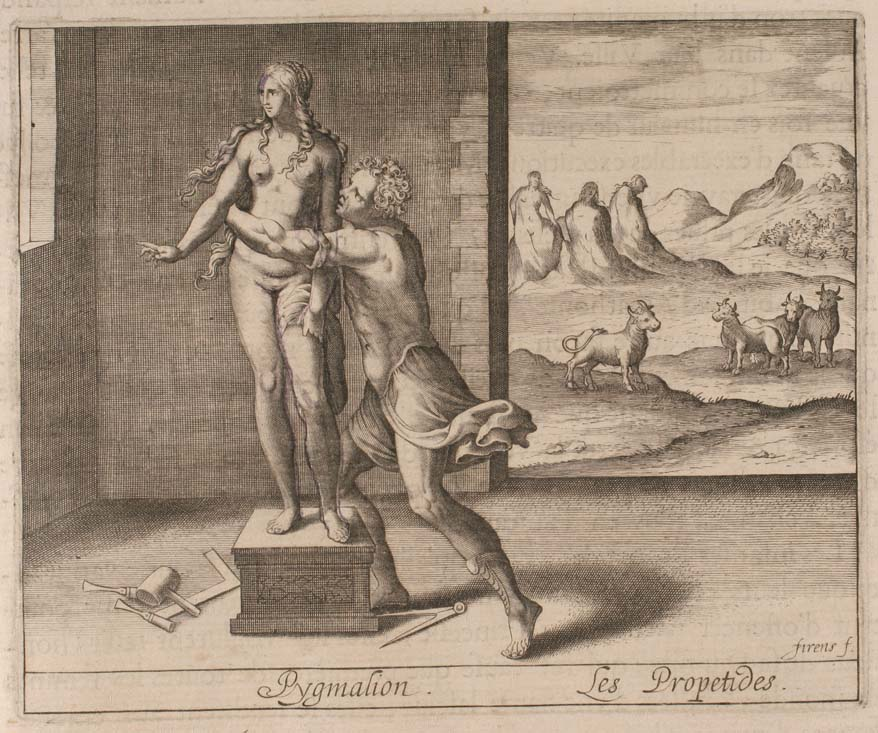
Pierre Firens: Pygmalion. Les Propetides (1651)

In Ovids Metamorphosen schließt sich die Geschichte des Pygmalion an, der deswegen von Frauen nichts mehr wissen will (siehe auch Misogynie).